# Chairacha
Chairacha (vollständiger Name: Somdet Phra Chairachathirat, Thai: สมเด็จพระไชยราชาธิราช; * 1498/99; † 1546/47) war der 14. König des siamesischen Königreiches Ayutthaya. Er regierte von 1533/34 bis 1546/47 (C.S. 896–908).

## Leben
Chairacha war den Chroniken zufolge ein Sohn Ramathibodis II., folglich ein Bruder Borommarachas IV. Bevor er selbst König wurde, residierte Chairacha mutmaßlich als Uparaja (Vizekönig und designierter Thronfolger) in der „zweiten Hauptstadt“ Phitsanulok. Nach dem Tod seines Bruders bestieg er aber nicht unmittelbar den Thron in Ayutthaya. Stattdessen wurde zunächst Borommarachas erst fünfjähriger Sohn, Prinz Ratsada, neuer König. In Siam war es nicht selbstverständlich, dass der Thron vom Vater an den Sohn vererbt wurde, Ratsada wurde aber vermutlich von Mitgliedern des Amtsadels in Ayutthaya und Verwandten seiner Mutter bevorzugt, die ihren Status bewahren und durch ihn als Marionette regieren wollten. Ratsada blieb nur fünf Monate auf dem Thron, bevor Chairacha mit seinen Truppen aus Phitsanulok kam, den Kind-König töten ließ und Anfang 1534 selbst den Thron bestieg. Er brachte zahlreiche Adelige aus dem früheren Königreich Sukhothai aus Phitsanulok mit nach Ayutthaya, wo sie großen Einfluss gewannen. Darunter war Khun Phirenthorathep, den Chairacha zum Chef der königlichen Garde ernannte und der später als König Maha Thammaracha die Sukhothai-Dynastie begründete.
In seiner Regierungszeit ließ König Chairacha einen etwa drei Kilometer langen Kanal im heutigen Bangkok graben, welcher die Reisezeit der Schiffe vom Golf von Thailand bis hin zur Hauptstadt Ayutthaya beträchtlich verkürzte. Der Kanal ist heute der Mae Nam Chao Phraya (Chao-Phraya-Fluss), der ehemalige Lauf des Flusses heißt heute Khlong Bangkok Noi.
Der Chronist Jeremias Van Vliet, Kaufmann der Niederländischen Ostindien-Kompanie (VOC), der von 1633 bis 1642 in Ayutthaya lebte, beschreibt den König so: 

„Der König war gnädig, weise und fromm. Er führte oft Krieg mit Kambodscha und war siegreich. Er regierte weich, aber standhaft. Er schätzte gute Rechtsprechung: bevor er Übeltäter verurteilte, ließ er ihren Fall gründlich untersuchen. Er baute und restaurierte viele Tempel, unter anderen ließ er den großen und fabelhaften Wat Chi Chiang Sai erbauen.“

## Nachfolger
Chairacha starb 1546/1547 auf dem Rückweg von einem erfolglosen Kriegszug nach Lan Na, was zu langwierigen und bitteren Thronstreitigkeiten führte. Chairacha hinterließ zwei Söhne, beide von seiner Königin Thao Si Sudachan. Der ältere, Prinz Yot Fa, wurde im Alter von elf Jahren mit seiner Mutter als Regentin zum König gekrönt. Khun Worawongsa, der Liebhaber von Sudachan oder diese selbst, ließ im Jahr darauf Prinz Yot Fa vergiften, um sich selbst auf den Thron zu setzen. Nach sechs Monaten wurde er jedoch von den führenden Adeligen des Reiches ermordet. Sein Nachfolger war der Halbbruder Chairachas, Prinz Thianracha. Er wurde im Juli 1548 als Maha Chakkraphat zum 17. König von Ayutthaya gekrönt.